# Рудник Єлта
Рудник Єлта (Yelta) – колишній дрібний гірничодобувний майданчик на півдні Австралії. 
В центральній частині півострова Йорк існували два великі мідні рудника – Валлару та Мунта, проте окрім них діяли й кілька дрібних. Так, в 1861-му північніше від Мунта виявили родовище Єлта, обмежена розробка якого стартувала в 1863-му. У 1868 році відкрили головне рудне тіло, що призвело до інтенсифікації робіт, які тривали до 1877-го та припинились через падіння цін на його продукцію. На цей час рудник забезпечив вилучення 1700 тонн міді. 
В 1903-му розробку відновила французька компанія, що вже кілька років вела в цьому ж районі розробку ще одного малого рудника Параматта. Роботи тривали до 1907-го, при цьому руду переплавляли в розміщених на руднику двох печах. З 1910 по 1913 роки подальшу розробку провадили на замовлення уряду Південної Австралії, при цьому вдалось отримати 270 тонн міді. На додачу до міді рудник вилучив та продав 330 кілограмів молібденіту.
Окрім розробки основного родовища видобували руду у східній частині ділянки Єлта – з 1906 по 1916 роки на для уряду Південної Австралії, в 1924 – 1929 роках старательскою партією (ця розробка була відома як рудник Вайлд-Дог) та в 1929 – 1938 роках в межах завершальних робіт на руднику Мунта. У підсумку східна ділянка видала 1900 тонн міді, а загальний внесок рудника Єлта досягнув 4300 тонн.